# Saudade (chanson)
Ne doit pas être confondu avec Sodade.
 (août 2016).
Si vous disposez d'ouvrages ou d'articles de référence ou si vous connaissez des sites web de qualité traitant du thème abordé ici, merci de compléter l'article en donnant les références utiles à sa vérifiabilité et en les liant à la section « Notes et références ».
Pour les articles homonymes, voir Saudade.
Singles de Étienne Daho
Des attractions désastre
(1991)
Saudade est une chanson d'Étienne Daho parue le 4 novembre 1991 et tirée de son album Paris ailleurs. Il s'agit du premier single de son 5e album.

## Thème
Cette chanson parle de la rencontre avec l'autre, les phrases « déjà je pars à ta découverte » et « Je sens que c'est toi » le symbolisent. 

## Popularité
Saudade est resté 9 semaines au Top 50, avec comme meilleure place 26e. Cependant, elle reste l'une des chansons les plus jouées par Étienne Daho lors de ses concerts, figurant dans chaque album live de Daholympia (1992) jusqu'à Diskönoir Live (2015).